# Taxithelium merrillii
Taxithelium merrillii är en bladmossart som beskrevs av Brotherus 1918. Taxithelium merrillii ingår i släktet Taxithelium och familjen Sematophyllaceae. Inga underarter finns listade i Catalogue of Life.